# アルベリト・サルキシャン
アルベリト・エリヴァディコヴィチ・サルキシャン（ロシア語: Альберт Эльвадикович Саркисян、アルメニア語: Ալբերտ Էլվադիկի Սարգսյան, 1975年3月31日- ）は、ロシア・ナリチク出身の元サッカー選手。ポジションはMF。

## 来歴

### クラブ
1975年にソビエト連邦（現ロシア）のナリチクで生まれた。2002年、地元のクラブPFC スパルタク・ナリチクでキャリアをスタートさせた。1997年、2部で12試合に出場し9得点を挙げ活躍をした。同年、その活躍が認められてFCロコモティフ・モスクワへ移籍。初年度はロコモティフ-Ⅱやトップチームを行き来をした。1999年は主にレギュラーとして出場し、ロシア・カップ優勝に貢献。自身はロシアリーグベスト33のライト・ミッドフィールダー部門で2位に選ばれた。その後は数々のクラブを渡り歩き2010年は古巣のロコモティフ-IIでプレーをしていたが現役引退をした。

### 代表
1997年5月7日、1998 FIFAワールドカップ・ヨーロッパ予選の対ウクライナ代表との試合でデビューをした。1997年から2005までの出場は33試合で、3得点は何れもウクライナ相手に挙げている。

## 代表でのゴール
| #  | 開催年月日   | 開催地     | 対戦国     | 勝敗 | 試合概要               |
| -- | ------------ | ---------- | ---------- | ---- | ---------------------- |
| 1  | 2002年9月7日 | アルメニア | ウクライナ | △2-2 | UEFA欧州選手権2004予選 |
| 2. | 2003年6月7日 | ウクライナ | ウクライナ | ●3-4 | UEFA欧州選手権2004予選 |
| 3. | 2003年6月7日 | ウクライナ | ウクライナ | ●3-4 | UEFA欧州選手権2004予選 |

## 所属クラブ
- PFC スパルタク・ナリチク 1992-1997
- FCロコモティフ・モスクワ 1997-2001
- FCトルペド・モスクワ 2002
- FCアルセナル・キエフ 2002—2003
- FCアラニア・ウラジカフカス 2003—2004
- FCアムカル・ペルミ 2005—2006
- FCテレク・グロズヌイ 2007
- FCニカ・モスクワ 2008
- FC MVDロッシ・モスクワ 2008—2009
- FCアティラウ 2009
- ロコモティフ-II 2010